# Golfo de Saros

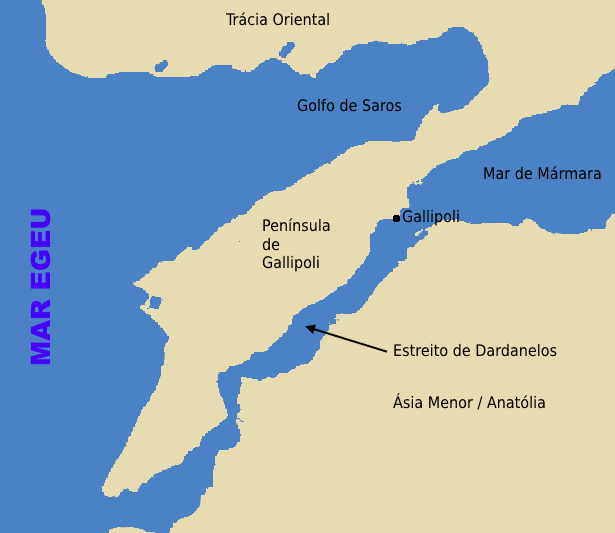
Mapa representando a Península de Gallipoli, o Estreito de Dardanelos e o Golfo de Saros.

O Golfo de Saros (em turco, Saros Körfezi) é um braço de mar na região nordeste do mar Egeu. É limitado a norte pela costa europeia da Turquia, a região da Trácia Oriental, província de Edirne e a sul pela Península de Gallipoli.
O golfo tem 75 km de profundidade e até 35 de largfura. As ilhas de Gökçeada (Imbros) e Samotrácia situam-se fora do golfo mas imediatamente à frente da sua entrada.
Devido à distância a que se encontram as áreas industriais e não existindo cursos de água poluídos, é um destino popular do verão com as suas praias de areia e águas cristalinas. O mergulho e a pesca são os desportos aquáticos mais praticados.
O golfo de Saros Situa-se na zona de falhas do norte da Anatólia A falha ativa mais daTurquia e fonte de grandes terremotos passa a través do golfo de Izmit, atravessa o mar de Mármara e chega ao golfo de Saros na sua região sudeste.